# Aberdeen Proving Ground
Aberdeen Proving Ground, APG - ośrodek wojskowy US Army, zlokalizowany koło Aberdeen w Hrabstwie Harford w stanie Maryland w Stanach Zjednoczonych. 
20 października 1917 roku został założony tu najstarszy w Stanach Zjednoczonych poligon wojskowy, 6 miesięcy po włączeniu się kraju do I wojny światowej. Lokalizacja pozwalała na testowanie uzbrojenia w miejscu niezbyt odległym od centrów komunikacyjnych, fabryk i ośrodków badawczych. 2 stycznia 1918 roku odbyło się tu pierwsze próbne strzelanie. W szczycie II wojny światowej stacjonowało tu prawie 30 tysięcy żołnierzy. Obszar poligonu obejmuje powierzchnię 295,27 km2 i zlokalizowane jest tu między innymi United States Army Ordnance Museum.